# RASGRP2
RASGRP2‏ (RAS guanyl releasing protein 2) هوَ بروتين يُشَفر بواسطة جين RASGRP2 في الإنسان.